# Artillerie-Regimenter der Reichswehr
Die Artillerie-Regimenter der Reichswehr bildeten die Artillerie-Komponente der Reichswehr des Deutschen Reiches von 1920 bis 1934.

## Geschichte
Durch die Bedingungen des Friedensvertrages von Versailles wurden mit Wirkung zum 1. Oktober 1920 sieben Artillerie-Regimenter in der Reichswehr neu aufgestellt. Im Herbst 1934 wurden die Regimenter bei der Erweiterung der Reichswehr geteilt und bildeten dann 22 jeweils nach ihren Stationierungsorten benannte Artillerie-Regimenter.

## Gliederung
Es gab folgende Regimenter, die der jeweiligen Division der Reichswehr mit gleichlautender Nummer unterstellt waren:
- 1. (Preußisches) Artillerie-Regiment in Königsberg (Stab), Insterburg und Allenstein
- 2. (Preußisches) Artillerie-Regiment in Schwerin (Stab, Teile II. Abteilung, Ausbildung), Stettin (I.), Itzehoe (III.) und Güstrow (II. Abteilung)
- 3. (Preußisches) Artillerie-Regiment in Frankfurt (Oder) (Stab), Schweidnitz (I.), Jüterbog (III.) und Potsdam (reitende Abteilung)
- 4. Artillerie-Regiment in Dresden (Stab, III. Abteilung, Ausbildung), Halberstadt (I.) und Bautzen (II.)
- 5. Artillerie-Regiment in Ulm (Stab, II. Abteilung, Ausbildung), Fulda (I.) und Ludwigsburg (III.)
- 6. (Preußisches) Artillerie-Regiment in Minden (Stab, II. Abteilung, Ausbildung), Münster (I.), Hannover (III.) und Verden an der Aller (IV.)
- 7. (Bayerisches) Artillerie-Regiment in Nürnberg (Stab, III. Abteilung, Ausbildung), Würzburg (I.) und Landsberg am Lech (II.)

## Hauptbewaffnung
Der Friedensvertrag von Versailles erlaubte der Reichswehr nur insgesamt 204 Kanonen 7,7 cm und 84 Haubitzen 10,5 cm. Da aus dem Ersten Weltkrieg unterschiedliche Geschützmodelle vorhanden waren, wurden die Batterien der Artillerie unterschiedlich ausgerüstet.
Die Regimenter verfügten in der Regel über
- 20 7,5-cm-Feldkanonen (F.K. 16)
- 12 7,7-cm-Feldkanonen (F.K. 96/1)
- 4 7,7-cm-Feldkanonen (KW-Geschütze 14[3])
- 12 10,5-cm-leichte Feldhaubitzen 16

Die 4. und 6. Batterie des 7. (Bayer.) Artillerie-Regiments der Artilleriekaserne in Landsberg am Lech waren als Gebirgs-Batterien mit je vier Gebirgskanonen 15 (Kaliber 7,5 cm) ausgerüstet.

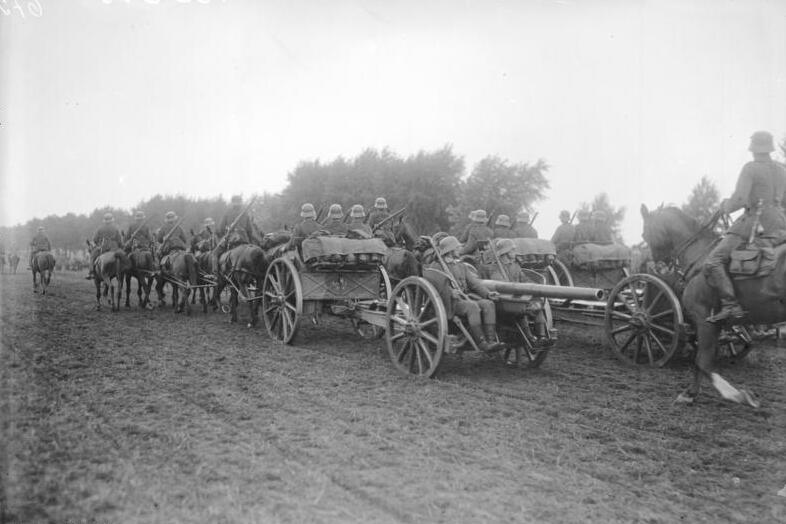
7,5-cm-Kanone bei Herbstparade der Reichswehr
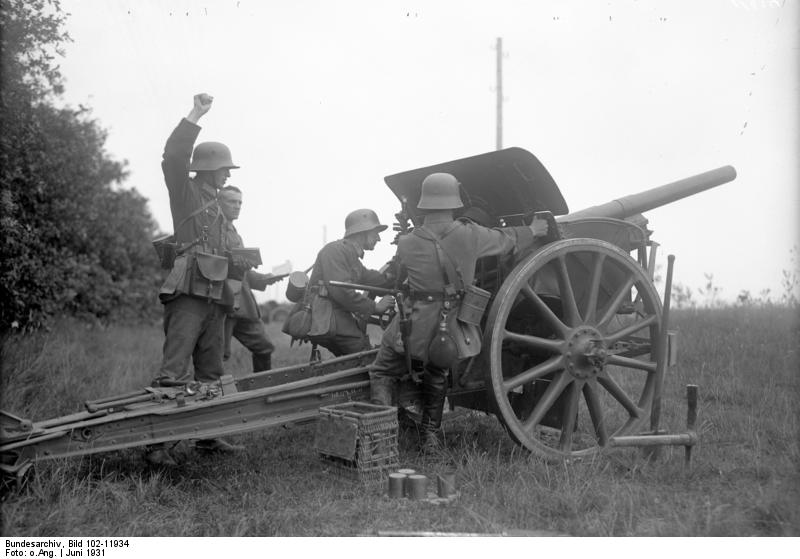
7,5-cm-Kanone